# Kontraphobische Abwehr
Als kontraphobische Abwehr (auch kontraphobisches Verhalten) bezeichnet man den Versuch, etwas, was einmal passiv als angstauslösend erlebt wurde, später aktiv zu wiederholen, um das erträgliche Maß der Erregung selbst bestimmen zu können und so die Angst zu reduzieren. Die angstauslösende Situation wird dabei gleichsam spielerisch wiederholt, wodurch u. U. beim Kind und ebenso beim Erwachsenen eine Lust entstehen könne. Diese Lust könne man auch als Angstlust bezeichnen, wie sie bei vielen Menschen beispielsweise beim Achterbahnfahren entstehe; die Überwindung von ängstlicher und gespannter Erwartung mache Freude. Die erreichte Lust beweise, dass die Betroffenen nicht wirklich davon überzeugt sind, ihre Angst gemeistert zu haben. Das verstärkte Aufsuchen von angstauslösenden Situationen ist insofern ein Abwehrmechanismus. Der Begriff stammt von dem österreichischen Psychoanalytiker Otto Fenichel (1934, 1939, 1946). Fenichel ging davon aus, dass Angst ebenso wie Traurigkeit oder Aggression libidinös besetzt werden könne. Man spricht auch vom Kontraphobiker.
Kontraphobisches Verhalten ist aus verhaltenstherapeutischer Sicht eher als günstig zu bewerten (siehe Konfrontationstherapie). Man sollte deshalb nur von einem Kontraphobiker sprechen, wenn das aktive, gleichsam suchtartige, Aufsuchen von angstauslösenden Situationen eine psychische Einschränkung darstellt.